# Waltham St Lawrence
Waltham St Lawrence est une paroisse civile et un village du Berkshire, en Angleterre.